# Florence Vidor
Florence Vidor, nata Florence Arto (Houston, 23 luglio 1895 – Pacific Palisades, 3 novembre 1977), è stata un'attrice statunitense.
Nella sua carriera ha usato anche il nome alternativo di Florence Cobb.
Era la prima moglie di King Vidor con il quale, molto giovane, cominciò la carriera cinematografica. Entrambi trovarono il successo ma il loro matrimonio entrò in crisi e i due si separarono, proseguendo comunque la carriera, una come attrice, l'altro come regista.

## Biografia
Il padre di Florence, J. P. Arto, era un importante dirigente. Lei cominciò a lavorare nel cinema grazie al marito, il regista King Vidor. Firmò il suo primo contratto con la Vitagraph nel 1916. Il primo ruolo che le diede la notorietà fu Hail the Woman del 1921.
Dal matrimonio con Vidor, nacque una bambina, Suzanne. I due, però, divorziarono nel 1925. Florence, ormai conosciuta con il nome del marito, ne mantenne il cognome. Nel 1926, si risposò con uno dei più grandi musicisti del 900, il violinista Jascha Heifetz: ebbero due figli e divorziarono nel 1945.
La carriera di Florence terminò con l'avvento del cinema sonoro.
Morì nel 1977 all'età di 82 anni.

## Filmografia
La filmografia è completa. Quando manca il nome del regista, questo non viene riportato nei titoli.

### Attrice
- Bill Peter's Kid, regia di Rollin S. Sturgeon (1916)
- Curfew at Simpton Center, regia di William Wolbert (1916)
- The Yellow Girl, regia di Edgar Keller (1916)
- The Intrigue, regia di Frank Lloyd (1916)
- Il marchese d'Evremonde (A Tale of Two Cities), regia di Frank Lloyd (1917)
- American Methods, regia di Frank Lloyd (1917)
- The Cook of Canyon Camp, regia di Donald Crisp (1917)
- Hashimura Togo, regia di William C. de Mille (1917)
- The Countess Charming, regia di Donald Crisp (1917)
- The Secret Game, regia di William C. de Mille (1917)
- The Widow's Might, regia di William C. de Mille (1918)
- The Hidden Pearls, regia di George H. Melford (George Melford) (1918)
- Sospetto tragico (The Honor of His House), regia di William C. de Mille (1918)
- The White Man's Law, regia di James Young (1918)
- Old Wives for New, regia di Cecil B. DeMille (1918)
- Il sacrificio di Tamura (The Bravest Way), regia di George Melford (1918)
- Till I Come Back to You, regia di Cecil B. DeMille (1918)
- L'altra metà (The Other Half), regia di King Vidor (1919)
- Parenti poveri (Poor Relations), regia di King Vidor (1919)
- L'onore familiare (The Family Honor), regia di King Vidor (1920)
- L'uomo dal coltello a serramanico (The Jack Knife Man), regia di King Vidor (1920)
- Lying Lips, regia di John Griffith Wray (1921)
- Beau Revel, regia di John Griffith Wray (1921)
- Contro corrente (Hail the Woman), regia di John Griffith Wray (1921)
- Donna, sveglia! (Woman, Wake Up), regia di Marcus Harrison (1922)
- La vera avventura (Real Adventure), regia di King Vidor (1922)
- Buio all'alba (Dusk to Dawn), regia di King Vidor (1922)
- Skin Deep, regia di Lambert Hillyer (1922)
- Conquering the Woman, regia di King Vidor (1922)
- Alice Adams, regia di Rowland V. Lee (1923)
- Main Street, regia di Harry Beaumont (1923)
- Senza quartiere (The Virginian), regia di Tom Forman (1923)
- Matrimonio in quattro (The Marriage Circle), regia di Ernst Lubitsch (1924)
- Borrowed Husbands, regia di David Smith (1924)
- Welcome Stranger, regia di James Young (1924)
- Barbara Frietchie, regia di Lambert Hillyer (1924)
- Christine of the Hungry Heart, regia di George Archainbaud (1924)
- Husbands and Lovers, regia di John M. Stahl (1924)
- The Mirage, regia di George Archainbaud (1924)
- The Girl of Gold, regia di John Ince (1925)
- Are Parents People?, regia di Malcolm St. Clair (1925)
- Grounds for Divorce, regia di Paul Bern (1925)
- Marry Me, regia di James Cruze (1925)
- The Trouble with Wives, regia di Malcolm St. Clair (1925)
- The Enchanted Hill, regia di Irvin Willat (1926)
- La granduchessa e il cameriere (The Grand Duchess and the Waiter), regia di Malcolm St. Clair (1926)
- Sea Horses, regia di Allan Dwan (1926)
- Maschere russe (You Never Know Women), regia di William A. Wellman (1926)
- Il corsaro mascherato (The Eagle of the Sea), regia di Frank Lloyd (1926)
- The Popular Sin, regia di Malcolm St. Clair (1926)
- L'amica di mio marito (Afraid to Love), regia di Edward H. Griffith (1927)
- Il mondo ai suoi piedi (The World at Her Feet), regia di Luther Reed (1927)
- One Woman to Another, regia di Frank Tuttle (1927)
- Honeymoon Hate, regia di Luther Reed (1927)
- Nido d'amore (Doomsday), regia di Rowland V. Lee (1928)
- Femminilità (The Magnificent Flirt), regia di Harry d'Abbadie d'Arrast (1928)
- Lo zar folle (The Patriot), regia di Ernst Lubitsch (1928)
- Chinatown Nights, regia di William A. Wellman (1929)

### Film o documentari dove appare Florence Vidor
- Screen Snapshots, Series 1, No. 19 (1921)
- Screen Snapshots, Series 3, No. 11 (1922)
- Souls for Sale, regia di Rupert Hughes (1923)
- A Tour of the Thomas Ince Studio, regia di Hunt Stromberg (1924)
- Screen Snapshots Series 18, No. 12, regia di Ralph Staub (1939)
- Hollywood, regia di Kevin Brownlow e David Gill (1980)